# Desertec
Desertec is een grootschalig duurzame energieproject geïnitieerd door de in 2009 opgerichte DESERTEC Foundation. Het was een voortzetting van een groep wetenschappers en de Club van Rome afdeling Duitsland. Ze publiceerden het rapport Clean Power from Deserts. The Desert Concept for Energy, Water and Climate Security. Dit rapport is onder leiding van Gerhard Knies tot stand gekomen en werd aangeboden aan de speciale klimaatcommissie van het Europees Parlement.
Een groep bedrijven en grote instellingen nam het initiatief over en probeerden het in de praktijk te brengen, het zogenoemde Desertec Industrial Initiatief. Deze groep heeft het Midden-Oosten en Noord-Afrika bewust gemaakt van de mogelijkheden die de woestijn biedt voor hernieuwbare energie. Ze publiceerden in samenwerking met het Fraunhofer-Gesellschaft een aantal belangrijke rapporten waaronder DESERT-POWER 2050, dat concludeerde dat het mogelijk is met behulp van een hoogspanningsgelijkstroomnetwerk elektriciteit vanuit het MENA-gebied naar Europa te transporteren. Dit zou voor zowel Europa als Noord-Afrika een win-winsituatie betekenen. Voor het MENA-gebied een belangrijk exportproduct en eigen elektriciteitsvoorziening, voor Europa een stabielere en goedkopere elektriciteitsproductie. Het opzetten van de groep werd in de pers vaak benoemd als een miljardenproject dat ten doel had om Europa te voorzien van hernieuwbare energie, zonder om te kijken naar de noden van de landen waar de hernieuwbare energie vandaan kwam. De CEO van Dii, Paul van Son, nuanceert dit beeld echter. In de doorgerekende plannen uit Desert Power 2050 kwam men slechts tot 15% import uit het gehele gebied.

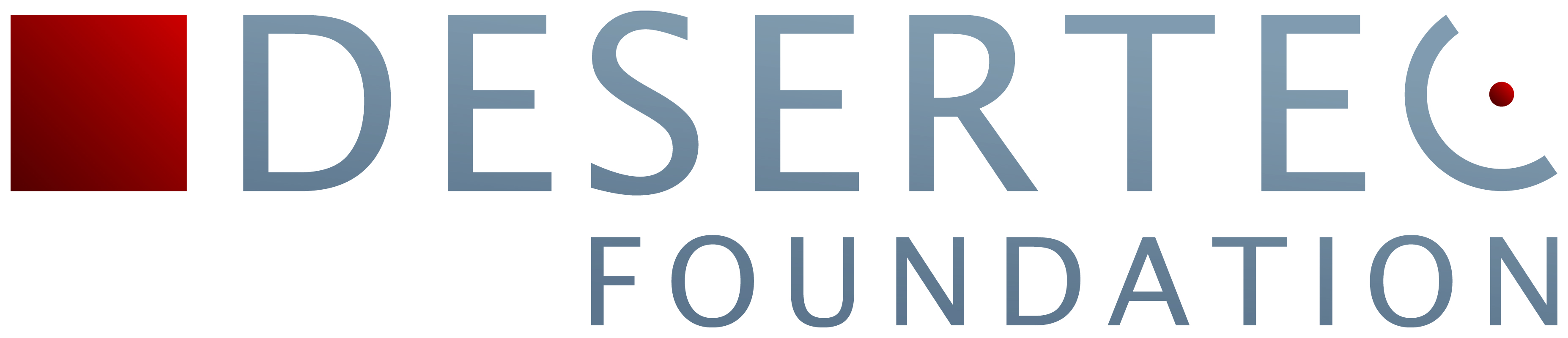
Logo van het DESERTEC Foundation

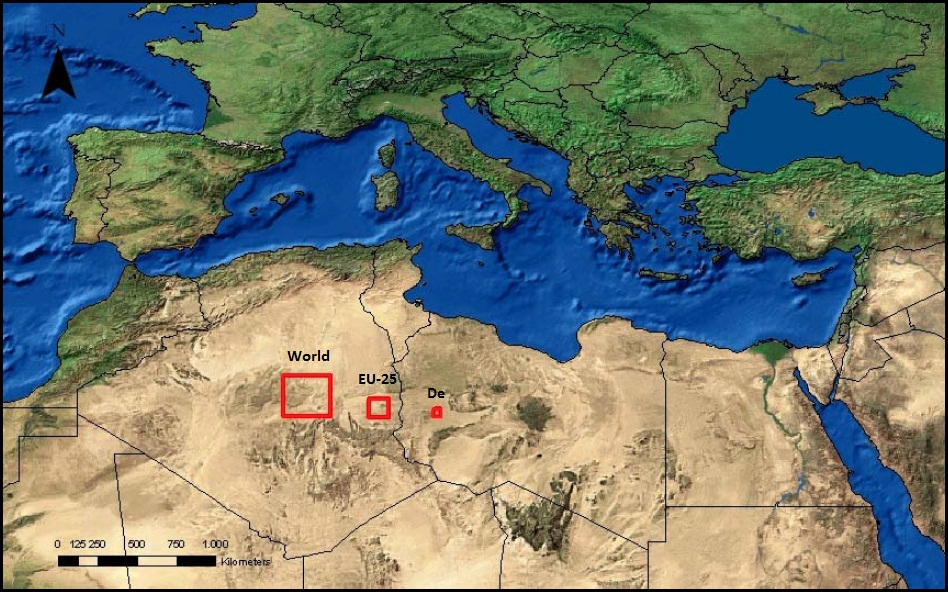
Het Duitse Lucht- & Ruimtevaartcentrum heeft aanschouwelijk gemaakt dat slechts een klein deel van de Sahara genoeg zou zijn voor de wereldwijde elektriciteitsopwekking. De drie vierkanten in de figuur tonen de benodigde zonne-instraling voor respectievelijk de wereld, de 25 EU-landen en Duitsland, in het theoretische geval van 100% dekking

## Ambities
Hoewel er regelmatig hernieuwbare projecten werden gestart kwamen die niet altijd terecht bij degenen die betrokken waren bij Dii. Dit leidde in eerste instantie tot een grotere druk op de organisatie om met concrete projecten voor de deelnemers te komen. Voor de foundation werd het daardoor moeilijk zich te herkennen in de manier van werken die vooral gericht leek op de (financiële) belangen van de deelnemers, hetgeen aanleiding was voor de foundation om zich uit Dii terug te trekken. Vervolgens besloot Siemens zich terug te trekken, onder andere door de groeiende verliezen vanwege goedkope zonnepanelen uit China. Gecombineerd met de financiële crisis was dit aanleiding voor een groot aantal bedrijven om zich los te maken van Dii en op eigen kracht verder te gaan. In afgeslankte vorm bleef Dii bestaan, nu nog bestaand uit drie grote bedrijven: het Chinese State Grid Corporation, Acwa Power (Saoedi-Arabië) en Innogy (Duitsland). 

## Resultaten
Hoewel velen het Desertec-project als mislukt zien blijkt achteraf dat er veel projecten in het MENA-gebied gerealiseerd zijn. Veel bedrijven uit de MENA-regio zijn tot het netwerk toegetreden, onder andere Masen (Marokko), NEOM (Saoedi-Arabië) en Masdar (Verenigde Arabische Emiraten), maar ook het Duitse ThyssenKrupp en Siemens. De markt voor groene ‘woestijnenergie’ groeit rasant.